# Howaldtswerke-Deutsche Werft

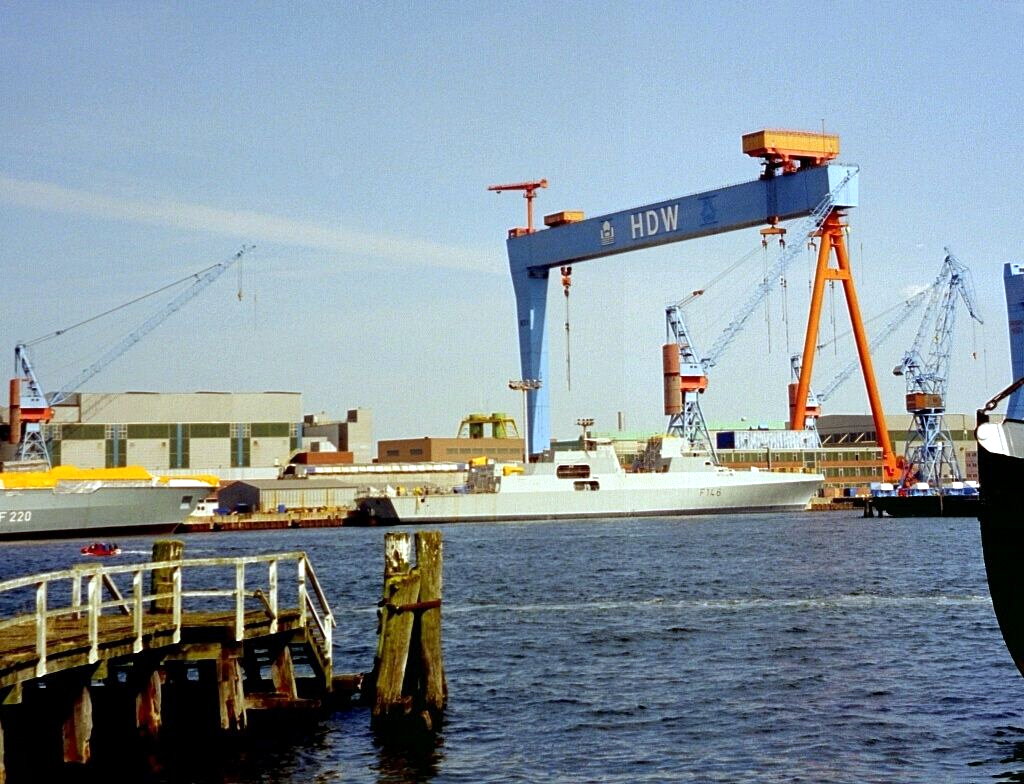
Vista del astillero de HDW en Kiel.

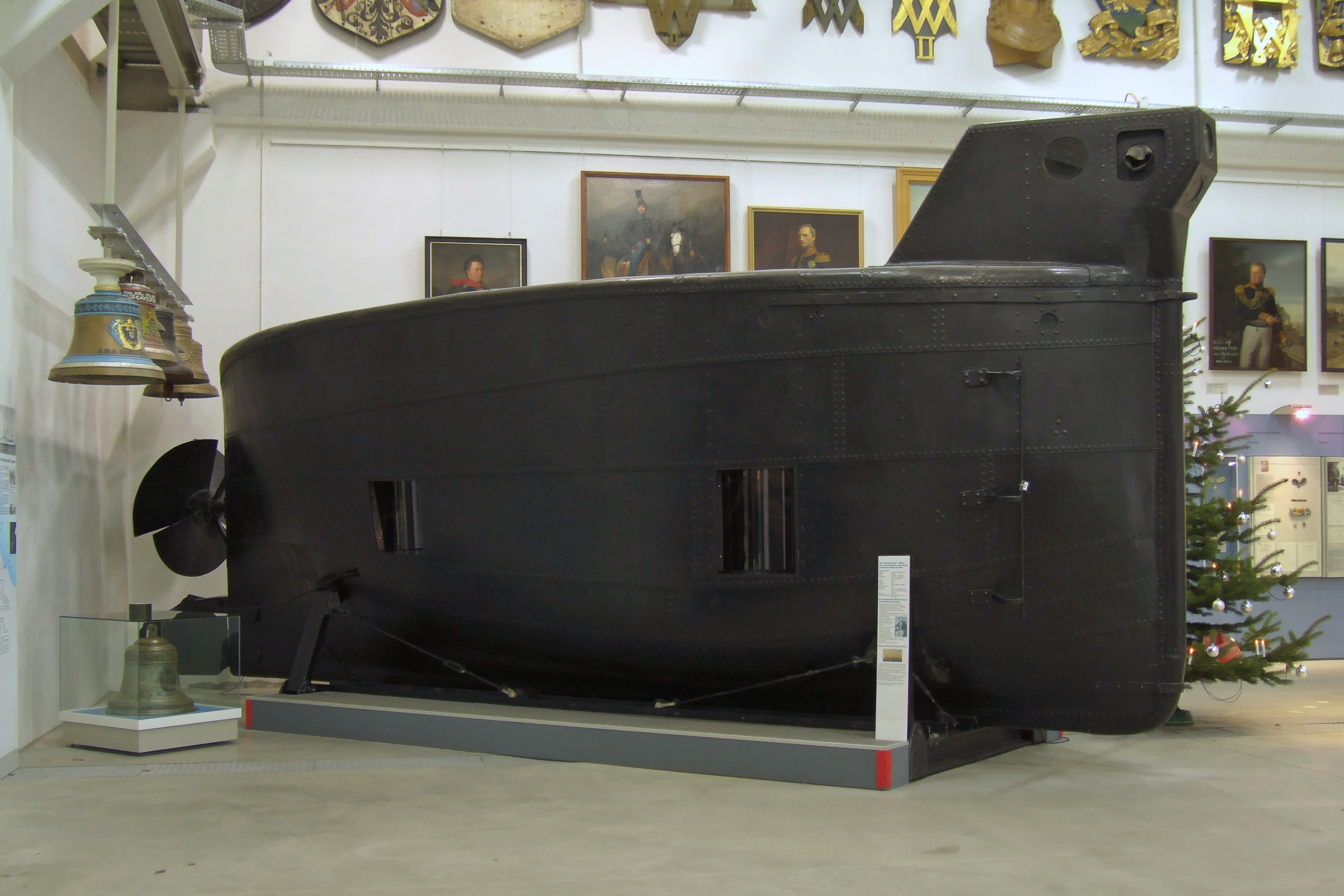
El Brandtaucher en el museo de Dresde.

Howaldtswerke-Deutsche Werft (frecuentemente abrevidada como HDW) es una  compañía constructora de barcos y submarinos de Alemania, con oficinas centrales en Kiel. En el año 2009 fue el más grande astillero en Alemania y cuenta con más de 2400 empleados. Ha sido parte de ThyssenKrupp Marine Systems propiedad de ThyssenKrupp, desde el año 2005. El nombre viene desde la fusión en el año 1968 con la empresa  Deutsche Werft basada en Hamburgo.

## Historia
HDW fue fundada el 1 de octubre de 1838 en la bahía de Kiel, en el mar Báltico por el ingeniero August Howaldt y el empresario Johann Schweffel bajo el nombre de Maschinenbauanstalt und Eisengießerei Schweffel & Howaldt, inicialmente construían calderos.
El primer motor a vapor para propósitos navales fue construido en 1849 para el Cañonero Von der Tann para la pequeña marina de Schleswig-Holstein.
En 1850, la compañía construye un submarino temprano, “Brandtaucher”, diseñado por Wilhelm Bauer. Este fue el resultado de un accidente: durante la primera guerra de Schleswig, las fuerzas danesas habían avanzado hasta ubicarse demasiado cerca de Rendsburg donde la construcción del barco había sido prevista, así que el trabajo se trasladó a Kiel.
El primer navío construido bajo el nuevo nombre de la compañía  Howaldtswerke fue un pequeño vapor llamado Vorwärts, construido en 1865. Los negocios se expandieron rápidamente debido a que Alemania se convirtió en potencia marítima, para el cambio de siglo alrededor de 390 navíos habían sido completados.
En 1892 la compañía inició una subsidairia en el Puerto de Fiume en el Imperio Austrohúngaro sobre la costa del Mar Adriatico. La actividad fue cancelada en 1902. El astillero todavía existía en 2009 bajo la firma 3. Maj.
Con Kiel siendo una de las dos principales base de la Kaiserliche Marine, el astillero además se benefició mucho de los contratos de mantenimiento, reparación y construcción de la marina imperial. Durante la PGM el astillero construyó algunos U-boats.
En 1937 la compañía, que para entonces poseía gradas en Kiel y en Hamburgo, fue tomada por la Kriegsmarine. Durante la SGM, Howaldtswerke en Hamburgo construyó 33 submarinos Tipo VII y Howaldtswerke construyó 31 U-boats tipo VIIC.
Después del final de la Segunda Guerra Mundial, Howaldtswerke fue el único astillero en Kiel que no fue desmantelado.  El astillero floreció durante el milagro económico de la postguerra de los 1960s, con la construcción de cargueros y tanqueros, nuevamente se expandió para abrir un astillero en Hamburgo.
En 1968 Howaldtswerke se fusionó con Deutsche Werft en Hamburgo, y la compañía tomó el nuevo nombre de Howaldtswerke-Deutsche Werft, o HDW en forma abreviada.  Después de caer en tiempos duros debido a la presión de competidores más económicos de Japón y Corea del Sur,  las operaciones de Hamburgo fueron cerradas en 1985.
En el año 2009 HDW es una subsidiaria de ThyssenKrupp Marine Systems, un grupo de astilleros europeos, que incluye Kockums de Malmö y  Hellenic Shipyards Co. de Skaramangas, Grecia. El grupo emplea cerca de 6,600 personas en Alemania, Suecia y Grecia.
HDW está trabajando con Kockums y Northrop Grumman para ofrecer a corbeta Clase Visby derivada  del  Estudio de Buque Enfocado en la Misión de Estados Unidos, un precursor del programa Nave de Combate de Litoral.

## Barcos construidos por HDW (selección)

### Barcos civiles
- Bungsberg (1924)
- Königin Luise , (1934)

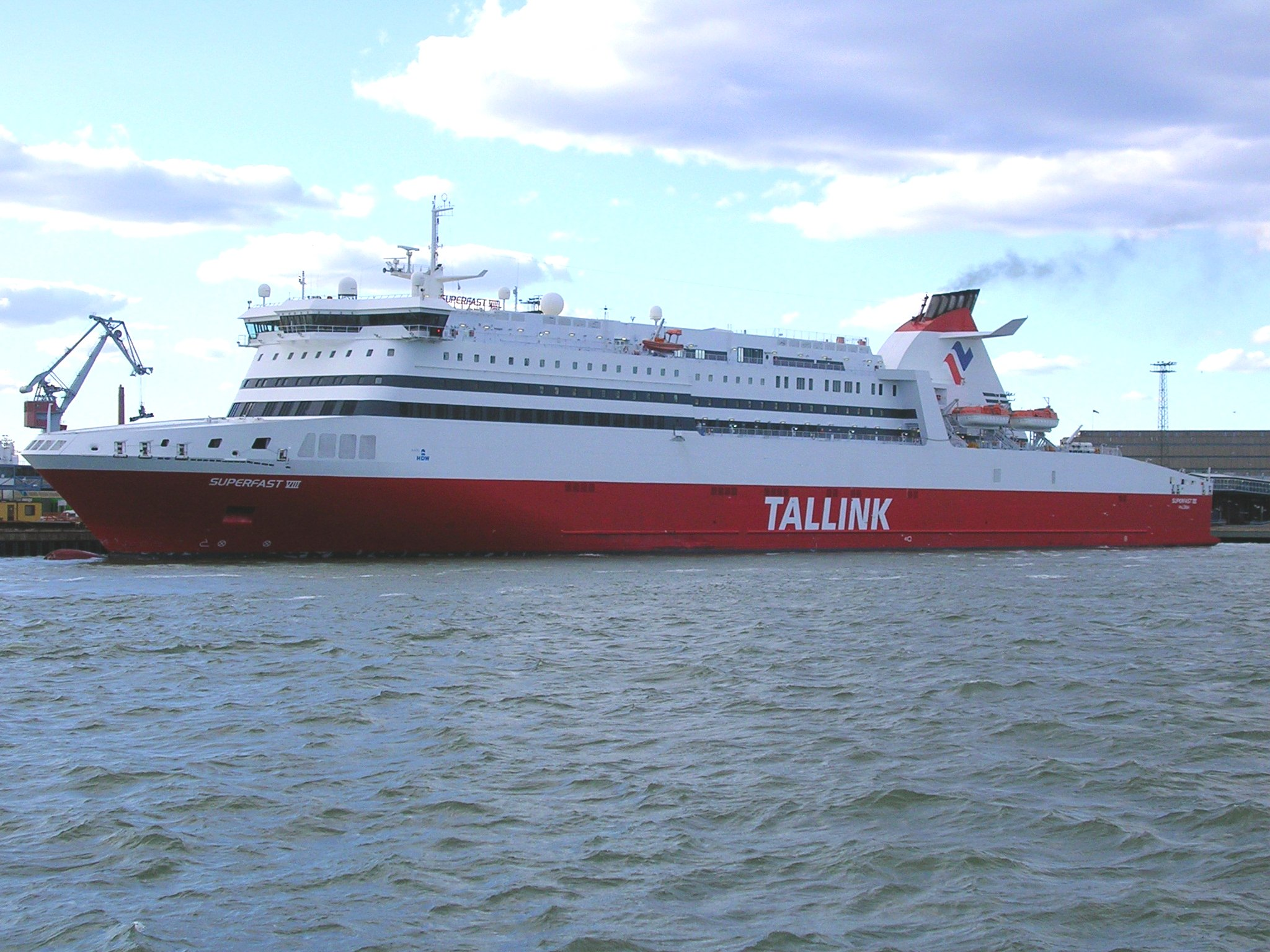
Superfast VIII en Helsinki.

- Otto Hahn (1968), carguero de propulsión nuclear
- Tor Britannia (1975), ferry-crucero
- Tor Scandinavia (1976), ferry-crucero
- Astor (1981), Buque crucero
- PFS Polarstern (1982), research Rompehielo
- Astor|2 (1987), Crucero
- Superfast VII (2001), ferry rápido ropax
- Superfast VIII (2001), ferry rápido ropax
- Superfast IX (2002), ferry rápido ropax
- Superfast X (2002), ferry rápido ropax

### Buques militares

#### Fragatas
- Hamburg (F220), una Clase Sachsen
- SAS Isandlwana (F146)
- SAS Mendi (F148)

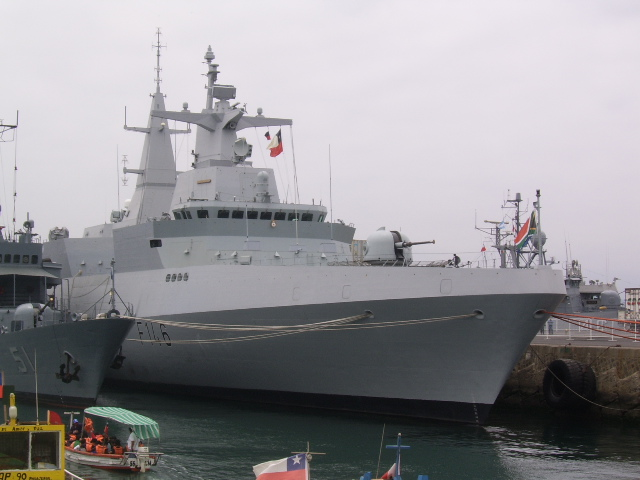
SAS Isandlwana (F146).

- Schleswig-Holstein (F216), una Clase Brandenburg

#### Corbetas
- Clase Braunschweig

#### Submarinos (U-boats)
- Clase Dolphin
- Tipo 205
- Tipo 206
- Tipo 209
- Tipo 212
- Tipo 214

#### Cruceros cañoneros
- USS Topeka (PG-35)
- BAP Lima